# الرماية في دورة الألعاب الأولمبية الصيفية 2012 - فريق النساء
أقيمت مسابقة الرماية لفريق السيدات في دورة الألعاب الأولمبية 2012 في لندن في الفترة من 27 إلى 29 يوليو في ملعب لورد للكريكيت.
فازت كوريا الجنوبية بالميدالية الذهبية. كانت هذه أولمبياد الثالثة على التوالي تخسرها الصين أمام كوريا الجنوبية في النهائي. فازت اليابان بالميدالية البرونزية على روسيا.

## شكل المنافسة
تم ترتيب الفرق من المرتبة الأولى حتى الثانية عشرة بناءً على نتائج الجولة الثالثة لأعضاء الفريق، وقد استخدم هذا لتوزيع الفرق وجها لوجه على شكل قوس.أطلق كل عضو في الفريق ثمانية أسهم في المباراة (لما مجموعه 24 سهمًا لكل فريق) والفريق الذي حصل على أعلى مجموع في المباراة. تقدم الفائز إلى الجولة التالية في حين تم القضاء على الخاسر من المنافسة.

## جدول
كل الأوقات هي التوقيت الصيفي البريطاني (ت ع م+01:00).
| التاريخ               | الوقت       | الدورة            |
| --------------------- | ----------- | ----------------- |
| الجمعة، 27 يوليو 2012 | 13:00–15:00 | Ranking round     |
| الأحد، 29 يوليو 2012  | 09:00–10:40 | دور 16            |
| الأحد، 29 يوليو 2012  | 15:00–16:40 | الدور ربع النهائي |
| الأحد، 29 يوليو 2012  | 16:40–17:30 | نصف النهائي       |
| الأحد، 29 يوليو 2012  | 17:31–18:26 | نهائي             |

## تسجيل
قبل هذه المنافسة، كانت السجلات الأولمبية كما يلي.
- 216 سهم ترتيب الجولة

## النتائج

### ترتيب الجولة
| رتبة | الدولة           | رامي السهام                                       | الأهداف | 10ث | Xs |
| ---- | ---------------- | ------------------------------------------------- | ------- | --- | -- |
| 1    | كوريا الجنوبية   | لي سونغ جين كي بو-باي تشوي هيون جو                | 1993    | 84  | 26 |
| 2    | الولايات المتحدة | ميراندا ليك خاتونا لوريج جينيفر نيكولز            | 1979    | 83  | 19 |
| 3    | تايبيه الصينية   | لو شين يينغ لين شيا-إن تان يا تينغ                | 1976    | 76  | 20 |
| 4    | المكسيك          | ماريانا أفيتيا إيدا رومان أليخاندرا فالنسيا       | 1974    | 72  | 21 |
| 5    | اليابان          | كاوري كاواناكا ران هياكاوا ميكي كاني              | 1965    | 79  | 23 |
| 6    | روسيا            | كسينيا بيروفا كريستينا تيموفيفا آنا ستيبانوفا     | 1962    | 82  | 22 |
| 7    | الصين            | فانغ يوتنج تشنغ مينغ شو جينغ                      | 1946    | 70  | 19 |
| 8    | الدنمارك         | لوسي لورسن ماجا جاجير كارينا كريستيانسن           | 1946    | 65  | 16 |
| 9    | الهند            | بومبايلا ديفي ديبيكا كوماري تشيكروفولو سورو       | 1938    | 64  | 21 |
| 10   | إيطاليا          | بيا كارمن لاونيتي ناتاليا فالييفا جيسيكا توماسي   | 1937    | 68  | 20 |
| 11   | بريطانيا العظمى  | نعومي فولكارد ايمي اوليفر أليسون وليامسون         | 1874    | 50  | 15 |
| 12   | أوكرانيا         | تيتيانا دوروخوفا كاترينا باليكا ليديا سيتشينيكوفا | 1868    | 44  | 15 |